# Adalbert z Uzès
Adalbert z Uzès, Aldebert d'Uzès et de Posquières – biskup Nîmes w latach 1141–1180. W czasie swoich długoletnich rządów starał się przeciwstawiać rozwojowi kataryzmu na terenie swojej diecezji. W 1165 był jednym z uczestników debaty katolików z Katarami w Lombers.